# Antikodon
Antikodon är den del av tRNA som binder till kodonet på mRNA. Antikodonet har en specifik sekvens av tre nukleotider som har en motsvarande sekvens hos mRNA, så att tRNA transporterar aminosyran till ribosomen som syntetiserar proteinerna. På det sättet får aminosyrorna rätt plats i proteinet enligt vad som är bestämt i DNA.